# Вербалне методе
Вербалне методе се односе на вербалну компоненту комуникације у усменој или писаној форми и представљају посреднике између наставних садржаја, наставника и ученика. У ову групу наставних метода убрајамо: методу усменог излагања, методу разговора, методу писаних радова и методу рада на тексту.

## Метода усменог излагања
Има дугу традицију у настави и често се везује само за излагање наставника, а требало би да се и ученици повремено ставе у позицију да одређене садржаје изложе пред другима. Наставник својим излагањем треба да пружи модел доброг говора по свим основама – логичком распореду, јасности у излагању, правилном изговарању гласова и речи, занимљивости излагања и прилагођености слушаоцима. Као недостатак ове методе помиње се пасиван положај ученика, стога се препоручује комбиновање ове методе са другим методама.
Излагање у настави реализује се у неколико појавних облика: причање, објашњавање, описивање и извештавање. 

## Метода разговора
Описује се као интеракција у којој се смењују питања и одговори на питања. Основно средство којим се користи ова метода су питања наставника. Њен садржај и ток усмерава наставник. Ова метода се реализује у три могућа смера: наставник>ученик, ученик>ученик, ученик>наставник. Примењује се када ученици имају предзнање о садржајима који се обрађују, јер они морају бити довољно компетентни да учествују у разговору.
Ова метода се комбинује и са другим методама, најчешће су то метода усменог излагања, метода демонстрације, метода цртања и практичних радова.

## Метода писаних радова
Подразумева израду различитих врста белешки наставника и ученика. Наставник смишља белешке и записује их на табли, или у рачунар, па их пројектује. Када смишља план бележака, наставник мора водити рачуна о структури тог записа (наслов наставне јединице, преглед садржаја, закључак), као и о томе да слова буду јасна и уочљива и да запис буде граматички исправан. Ученици најчешће пишу у свескама кратке приказе кључних сегмената наставне јединице, описују своја запажања, ток, резултате и закључке огледа или експеримената. Добро структурисане и прегледне белешке помажу ученицима да их користе у даљем раду, брзо понове садржаје, или у њима пронађу потребне информације. Ученике би требало подстицати и водити да што раније самостално смишљају записе у свесци.

## Метода рада на тексту
Користи се да би ученици помоћу одређеног текста разумели садржаје, али и да би усавршили технику читања, читања са разумевањем, научили како се користе уџбеници, обогатили свој речник и унапредили усмено изражавање. Могу се користити различите врсте текстова: уџбенички, научно-популарни, новински, уметничко-литерарни, текстови које смишља наставник или ученици. Такође, белешке које ученици имају у својој свесци такође могу представљати наставни текст.